# Eduardo Feinmann

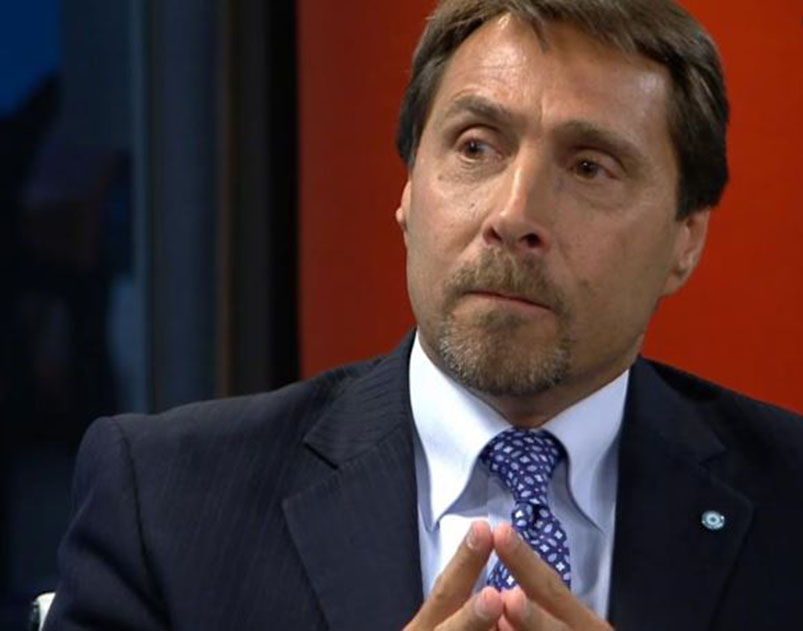
Eduardo Feinmann, 2021

Eduardo Guillermo Feinmann (* 31. Oktober 1958 in Buenos Aires) ist ein argentinischer Rechtsanwalt, Journalist und Hörfunk- und Fernsehmoderator.

## Leben
Feinmann wurde am 31. Oktober 1958 in Belgrano, einem Stadtteil von Buenos Aires, geboren. Feinmann studierte Rechtswissenschaft an der Universität Buenos Aires. 1983 war er Mitbegründer des Studentenverbandes Unión para la Apertura Universitaria (UPAU). Die UPAU steht der Partei Unión del Centro Democrático (UCeDé) nahe. Nach seinem Studium trat er in die Kanzlei seines Vaters ein, bevor er seine Radio- und Fernsehkarriere startete.

## Karriere
Feinmann begann seine Karriere 1989 als Außenreporter für die Sendung von Santo Biasatti im Radio del Plata. Ab 1998 gehörte er zum Team der Sendung La Vida y El Canto unter der Leitung von Antonio Carrizo bei Radio Rivadavia und von 1993 bis 1997 zum Team der Sendung Hoy por Hoy von Néstor Ibarra für Radio Mitre.
Feinmann war politischer Kolumnist für die Radiosendung El oro y el moro, die von Oscar González Oro für Radio 10 moderiert wurde. 2000 kam es zu einer handgreiflichen Auseinandersetzung zwischen Feinmann und Oro, woraufhin Feinmann den Sender verlassen musste. Zwischen März 2014 und Januar 2016 moderierte er wieder für Radio 10 die Sendung Dicho y Hecho. Zwischen Februar 2018 und November 2019 war Feinmann als Sprecher für Radio La Red tätig. Seit Februar 2020 arbeitete er wieder für Radio Rivadavia, u. a. mit der eigenen Sendung Alguien tiene que decirlo.
1996 war Feinmann Kolumnist für die Nachrichtensendung ATC Noticias und Mediodia con Mauro beim Fernsehsender Canal 7. 2001 und 2002 war er Kolumnist für die Sendung Sensación Térmica des Senders América 2. Danach war er erst Kolumnist und später Moderator der Sendung Sala de Situación bei Canal 5 Noticias, bis er dort seine eigene Sendung El Diario bekam.
Im Februar 2016 wechselte er zum Sender América Televisión als Teilnehmer der politischen Sendung Animales sueltos. Im März 2017 wechselte er zum Sender América 24. Dort moderierte er zusammen mit Marcela Tauro und Sergio Berensztein die Nachrichtensendung El Noticiero. 
Seit 1999 ist er Gastgeber des politischen Magazins Sensación Térmica des Pay-TV-Senders Metro.
Während der Covid19-Pandemie äußerte er in seinen Radio- und Fernsehprogrammen und über eine Reihe von Posts auf Twitter, dass er die Verlängerung einer strengen Quarantäne ablehnt, und er stellte die Maßnahmen der Regierung in Frage.